# Augusto Macedo
Augusto Macedo (* 1902; † 17. Januar 1997 in Lissabon) war ein portugiesischer Taxifahrer, der in Lissabon lebte und als Stadtoriginal galt. Der vermutlich dienstälteste Taxifahrer aller Zeiten war Protagonist des Films Taxi Lisboa.

## Leben
Augusto Macedo wurde 1902 geboren und kam mit zwölf Jahren aus einem Dorf im Landesinneren Portugals nach Lissabon, um dort in der Bäckerei seines Onkels zu arbeiten. Sein ganzes Berufsleben lang, von 1928 bis 1996 und damit fast siebzig Jahre, war er Taxifahrer. Sein Dienstwagen war ein Oldsmobile F-28 Cabriolet, den er im Jahr 1928 nach seinem Militärdienst mit geliehenem Geld erwarb. Im selben Jahr erhielt er seine Taxilizenz. Er fuhr nie ein anderes Taxi, legte mit ihm mehr als 2,5 Millionen Kilometer zurück und reparierte es die ganzen Jahre über selbst. Zwischenzeitlich wurde ihm die Kraftfahrzeugsteuer erlassen, das Fahren bei Dunkelheit aber verboten, weil das Auto über kein Fahrlicht verfügte. Noch in den 1990er Jahren fuhr er damit durch Lissabon und unterhielt seine Fahrgäste aus einem großen Fundus an Geschichten und Anekdoten. Zahllose Touristen fuhren – teils über Generationen – mit ihm; auch international wurde er zu einem Symbol für Taxis und Taxifahrer aus einer anderen Epoche. Auto Bild schrieb 1987, Macedo sei in der Stadt „bekannt wie sonst nur Fußballstars“, der deutsche Regisseur Wolf Gaudlitz bezeichnete ihn 2014 als „Synonym für diese Stadt“.
Wolf Gaudlitz traf Macedo im Jahr 1994 und drehte mit ihm 1994/95 den Dokumentarspielfilm Táxi Lisboa, der das Leben und den Alltag Macedos mit skurrilen Fahrgästen und Szenen Lissabons zeigt. Der Film wurde am 31. Oktober 1996 erstmals gezeigt. Im gleichen Jahr gab Augusto Macedo mit 93 Jahren das Taxifahren aus gesundheitlichen Gründen auf. Macedo erhielt für Táxi Lisboa beim Festival Mediterraneo della Laicità in Pescara den Preis als bester Laiendarsteller. Da er wegen eines Herzinfarkts ins Krankenhaus gekommen war, nahm sein Enkel den Preis für ihn entgegen. Macedo starb am 17. Januar 1997 in Lissabon, am Tag der Erstaufführung des Filmes in mehreren Lissaboner Kinos. Über hundert Taxis begleiteten seinen Leichenzug.
Der Film lief über Jahre in deutschen und Schweizer Programmkinos, das New Yorker Museum of Modern Art kaufte ihn 1997 als Kunstwerk für seine Kinemathek an. Taxi Lisboa wurde 2016 zur „Sicherung des filmischen Erbes“ mit Mitteln der Filmförderungsanstalt digitalisiert und kam 2017 in der neuen Version abermals in die deutschen Kinos.
Im Lissaboner Stadtviertel Carnide ist mit der Rua Augusto Macedo eine Straße nach ihm benannt. Sein Taxi wurde 1998 vom Lissaboner Tourismusverband angekauft und wird an wechselnden Orten ausgestellt, unter anderem an der Praça do Comércio. Das Auto war eines von sechs in diesem Jahr hergestellten, von denen drei nach Europa ausgeliefert worden waren; Macedos ist das einzige von ihnen erhaltene.